# Paweł Popiel (1807–1892)
Paweł Popiel herbu Sulima – (ur. 21 lipca 1807 w Krakowie, zm. 6 marca 1892 tamże) – konserwatywny publicysta, polityk, prawnik, konserwator zabytków, autor pamiętników.

## Życiorys
Najstarszy syn Konstantego (1776–1847) i Zofii z Badenich, wnuk Pawła kasztelana sandomierskiego.

## Wykształcenie i podróże po Europie
Po ukończeniu z wyróżnieniem gimnazjum św. Anny (1823) rozpoczął studia prawnicze na Królewskim Uniwersytecie Warszawskim (1823–27). W czasie pobytu we Francji poznał m.in. Ch. de Montalemberta i F. de Lamennaisa, zwiedził także Anglię, jej ustrój polityczny i społeczny oceniając jako najlepszy w Europie, choć nie dający się w mechaniczny sposób przenieść na grunt innych państw. Po powrocie do kraju Popiel podjął służbę w Komisji Rządowej Oświecenia.

## Powstanie listopadowe i Wiosna Ludów
Wybuch powstania listopadowego uznał za poważny błąd polityczny. W grudniu 1830 r. wraz z A. Wielopolskim usiłował zorganizować Towarzystwo Obywatelskie jako przeciwwagę dla klubu rewolucyjnego, jednak zimą 1830/31 zaciągnął się do oddziału powstańczego, biorąc udział w walkach. Po upadku powstania zamieszkał w Krakowie i podkrakowskiej Ruszczy. W 1833 r. wraz A. Z. Helclem, A. Wielopolskim i K. Świdzińskim napisał Memoriał do trzech Dworów w obronie Uniwersytetu Jagiellońskiego, w latach 1835–36 współtworzył Kwartalnik Naukowy. Krytykował powstanie i rabację 1846 r., dwa lata później proponował zniesienie pańszczyzny i czynszów przez wykupienie, ale realizację jego projektu poprzedził dekret cesarski. Był przeciwnikiem rozruchów okresu Wiosny Ludów.

## Działalność w Krakowie
Jesienią 1848 r. zainicjował powstanie krakowskiego dziennika konserwatywnego Czas i został jego pierwszym redaktorem do 1849. Trzy lata później wystąpił jednak z redakcji, gdy jego współpracownicy (m.in. Maurycy Mann i Walerian Kalinka) uznali za zbyt lojalistyczne wystąpienie, którym pragnął powitać przybywającego do Krakowa cesarza Franciszka Józefa I. W latach 1848–53 Popiel zasiadał w Radzie Miejskiej, a następnie pełnił funkcję konserwatora zabytków Krakowa.
W pożarze Krakowa w 1850 stracił oddane mu pod opiekę pamiątki z kolekcji Konstantego Świdzińskiego z Sulgostowa. Od 1859 r. należał do Towarzystwa Rolniczego i popierał politykę Andrzeja Zamoyskiego, nie przystępując jednak w styczniu 1861 r. do organizacji „białych”. Zachował także dystans wobec polityki Aleksandra Wielopolskiego w przededniu powstania styczniowego. Po jego wybuchu udał się do Francji, by poznać nastawienie do insurekcji rządu francuskiego. Licząc na wsparcie Francji, warunkowo poparł powstanie, ale szybko zmienił zdanie, stając się jednym z najgłośniejszym krytyków kontynuowania walk i rosnących wpływów żywiołów radykalnych (jeszcze w trakcie powstania napisał broszurę Kilka słów z powodu odezwy X. Adama Sapiehy, jeden z najważniejszych antyrewolucyjnych manifestów w polskiej myśli politycznej). Postulował konieczność współpracy z rządem austriackim i propagował program autonomii Galicji w ramach monarchii habsburskiej. Z niepokojem obserwował wzrost popularności komunistów i socjalistów, stając w rzędzie ich najbardziej przenikliwych krytyków.
Zmarł w Krakowie, gdzie odbył się uroczysty pogrzeb. Pochowany w Ruszczy w grobach rodzinnych.

## Publikacje
- Józef Gołuchowski (1859)[4],
- Zygmunt Antoni Helcel (1862),
- Kilka słów z powodu odezwy X. Adama Sapiehy (1864),
- Austria, monarchia federalna (1866),
- Do moich wyborców (1876)[5],
- Felicité Robert de Lamennais (1854),
- List do Księcia Jerzego Lubomirskiego (1865)[6],
- 12-ty Grudnia 1866 (1866)[7].
- Tłumaczenie Iliady Homera (1880)
- Powstanie i upadek Konstytucji 3-go Maja (1891)[8],
- Pamiętniki 1807–1892 (wyd. pośm. 1927)[9],

Jego prace zebrane zostały w dwóch tomach Pism (1893). W 2001 r. nakładem Ośrodka Myśli Politycznej ukazał się wybór pism Pawła Popiela Choroba wieku, pod redakcją i ze wstępem Jacka Kloczkowskiego, zaś w 2010 r. Pamiętniki. W 2006 r. ukazała się monografia J. Kloczkowskiego Wolność i porządek. Myśl polityczna Pawła Popiela.

## Upamiętnienie

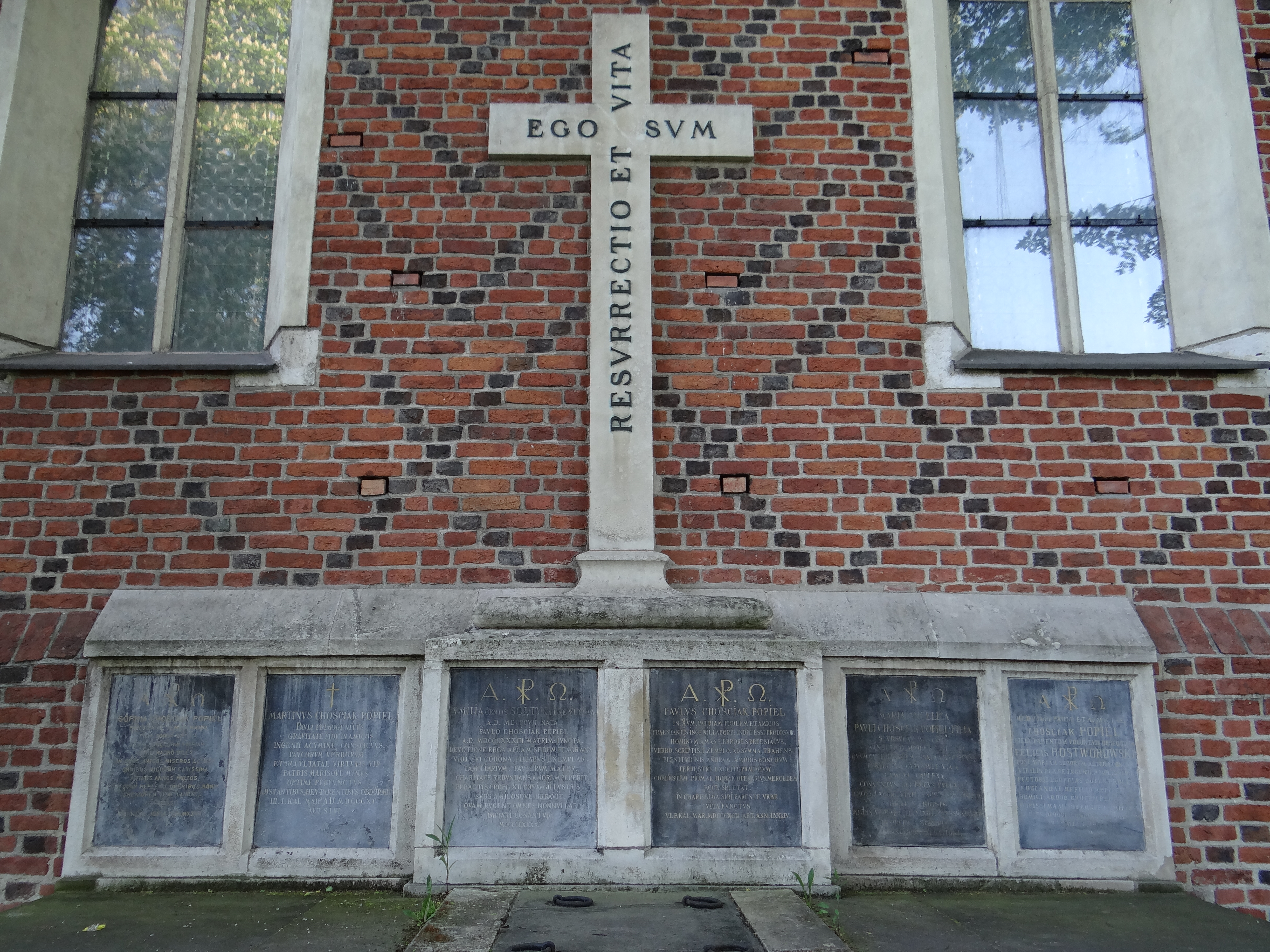
Grobowiec rodziny Popielów przy Kościele św. Grzegorza Wielkiego w Krakowie-Ruszczy

W kościele Mariackim znajduje się tablica z płaskorzeźbą upamiętniającą Pawła Popiela, autorstwa Piusa Welońskiego wykonana w 1895 r.
Przed II wojną światową imię Pawła Popiela nosiła jedna z krakowskich ulic (obecnie ulica Kronikarza Galla).

## Życie prywatne
21 lipca 1833 poślubił Emilię z Sołtyków, córkę Antoniego i Anastazji z Rudnickich, dziedziczkę Kurozwęk. Miał dziewięcioro dzieci:
- Marcina (1834–1890), właściciela dóbr Kurozwęki, męża Natalii hr. Jezierskiej.
- Jadwigę (1834–1905), żonę Feliksa hr. Rostworowskiego, właściciela m.in. dóbr Kozietuły.
- Jana (1836–1911), właściciela dóbr Wojcza, męża Jadwigi hr. Dunin-Borkowskiej
- Pawła (1837–1900), właściciela dóbr Ściborzyce, męża Marii hr. Zamoyskiej
- Wacława (1839–1868)
- Anielę
- Marię, żonę Feliksa hr. Rostworowskiego
- Kazimierza (1844–1873)
- Zofię (1846–1927)